# Janez Vospernik
Janez (Ivan) Vospernik, slovenski politik, trgovec in podjetnik,  * 15. november 1868, Zgornje Jezerce pri Kostanju pri Vrbi na Koroškem, † 7. marec 1948, Podravlje (nem. Föderlach) pri Vernberku.

## Življenje
Bil je ekonomist, politik, in soustanovitelj Zveze slovenskih zadrug na Koroškem, iz slovensko zavedne družine, ki je dala več pomembnih narodnih buditeljev med Slovenci na Koroškem. Bil je najstarejši med tremi otroci Elizabete in Matije Vospernika. Najprej je očetu pomagal pri vodenju mostu s pripadajočem mlinu in žago v Gorjah, potem pa je leta 1898 na očetovo nagovarjanje prevzel vojaško službo. Doma se je seznanil z mlinarskim poslovanjem ter postal gostilničar in trgovec z lesom. Njegov brat Matija, rojen leta 1873, je bil leta 1908 izvoljen za župana Vernberga ter lastnik posestva in gostilne v Vernbergu ter v Trnovljah (nem. Terlachu). Leta 1909 je Janez kupil Gostišče pri pošti v kraju Podravlje v občini Vernberk, tako imenovano Glasserjevo posest. Z investicijami v sobe za goste (do 40 postelj za goste s tekočo vodo), v lastno elektrarno na Dravi, hladilni sistem in vodovodno napeljavo, je zaradi velike gospodarske krize v dvajsetih in tridesetih letih, zašel v težave, tako da je leta 1937 njegovo posest na dražbi pridobila slovenska Hranilnica in posojilnica Podravlje.
Decembra 1918 je glede na razvoj politične situacije na Koroškem ob koncu 1. svetovne vojne pobegnil na Jesenice in v Ljubljano in se vrnil domov 22.1.1919. V začetku maja 1919 ga je koroška deželna vlada dala aretirati in internirati v celovško jezuitsko kasarno. Potem so ga spustili na zdravljenje v podeželjskem okolju v  krajih Litzlhof, Trebežinče (nem: Trebesing) in Sovodenj (nem: Gmünd) z 11 drugimi bolniki. Dne 4. aprila 1919 se je župan Vernberga pritožil pri deželni vladi in zahteval njegovo izpustitev, ki je bila pogojena z izpustitvijo tistih, ki so bili zaprti v Sloveniji. Končno so Janeza spustili konec septembra. Ohranil je obsežno korespondenco. i. a. tudi s slovenskim politikom in kasnejšim jugoslovanskim ministrom za notranje zadeve Antonom Korošcem.
V času nemškega rajha so nacisti dne 15. aprila 1942 njega in njegovo družino odpeljali v zbirno taborišče v Žrelcu; njegova hči Barbara ga je z vplivom svojih sorodnikov po moževi strani lahko rešila najhujšega. Z njunim sinom Reginaldom in sestro Marijo so bili izseljeni v Rehnitz pri Szczecinu, kasneje pa v Eichstätt. Po vrnitvi po vojni je zadnja leta življenja preživljal izmenično s svojim premožnim posinovljencem Tomažem Kupperjem v Velikovcu, v Zgornjem Jezercu s svojo hčerko Cili in v gostilni hčerke Barbare v Podravlju.

## Zapuščina
Vospernikova hiša v Podravlju je bilo kulturno središče občine in sedež leta 1906 ustanovljenega Kulturnega društva Sloga.  V njegovem okrilju so izvedli veliko gledaliških predstav, med drugim delo Frana Ksavra Meška “Mati” in Sketovo “Miklovo Zalo”. V predstavah je sodelovala žena Barbara in večina njunih devetih otrok.  Že v Zgornjem Jezercu  je Janez deloval kot občinski svetnik. Zaradi svojega slovenskega delovanja je moral leta 1919 svoje življenje reševati z begom iz njegove Glasserjeve hiše v jugoslovansko upravno območje in najti znance, predvsem v Trebinji, zatočišče pri družini Schaller. To je bil izjemno težek čas za njegovo družino. Šele po skoraj letu dni se je lahko vrnil domov dne 14. maja 1920. Janez je bil tudi politično angažiran in je kandidiral na parlamentarnih volitvah na deželni ravni in na državni ravni v volilnih okrajih Beljak-Rožek-Špatrjan, kjer pa ni uspel pridobiti mandata v pretežno nemškogovorečem volilnem okraju. 
Generalni komisar Franc Smodej je 28. novembra 1918 Janeza Vospernika imenoval za  predsednika Narodnega sveta za Podravlje in okoliške skupnosti. Na ustanovnem zasedanju Zveze slovenskih zadrug 28. februarja 1921 je bil Janez Vospernik izvoljen za prvega predsednika zveze. To funkcijo je opravljal do februarja 1935.